# Mosvreter
Mosvreter (Bilimbia sabuletorum) is een korstmossoort uit de familie Ramalinaceae. Hij leeft op steen in symbiose met een chlorococcoïde alg.

## Determinatie

### Uiterlijke kenmerken
Mosvreter is een korstvormig korstmos. Het thallus bestaat uit wrattige korrels. De kleur is witachtig of lichtgrijs als het droog is, bleek grijsgroen als het vochtig is. De apotheciën komen talrijk voor en meten 0,3–0,8 mm in diameter. De schijfjes zijn plat en worden bolvormig naarmate ze ouder worden. De kleur is rozebruin als ze jong zijn, later donkerbruin of zwartachtig, uiteindelijk mat, zwart als ze droog zijn. Het heeft geen kenmerkende kleurreacties.

### Microscopische kenmerken
De asci zijn achtsporig en meten 70–120 × 20–25 µm. De ascosporen zijn spoelvormig, 2–9 septaat en meten 18–45 × 5–8 µm.

## Verspreiding
In Nederland is mosvreter vrij zeldzaam. De soort staat niet op de Nederlandse Rode Lijst en is niet bedreigd.